# Messbild
Ein Messbild entsteht durch die Aufnahme mit einer hochpräzisen Fotokamera, die Bildmesskammer oder Bildmesskamera genannt wird, deren innere Orientierung hinreichend konstant, bekannt und reproduzierbar ist.
Aus einem Messbild kann die Geometrie des abgebildeten Objektes mit den Methoden der Photogrammetrie berechnet werden. Diese Ausmessung erfolgt mit optisch-mechanischen Auswertegeräten.
Messbilder sind auch Hilfsmittel in der Astronomie (Astrofotografie) und Raumfahrt (Satellitenkamera).